# Gutshof Schulze Hessing

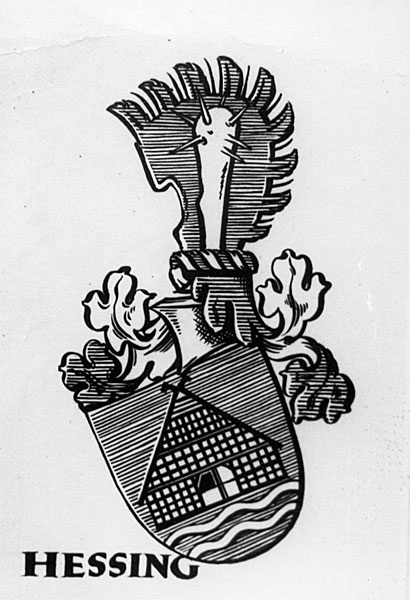
Wappen der Familie Schulze Hessing

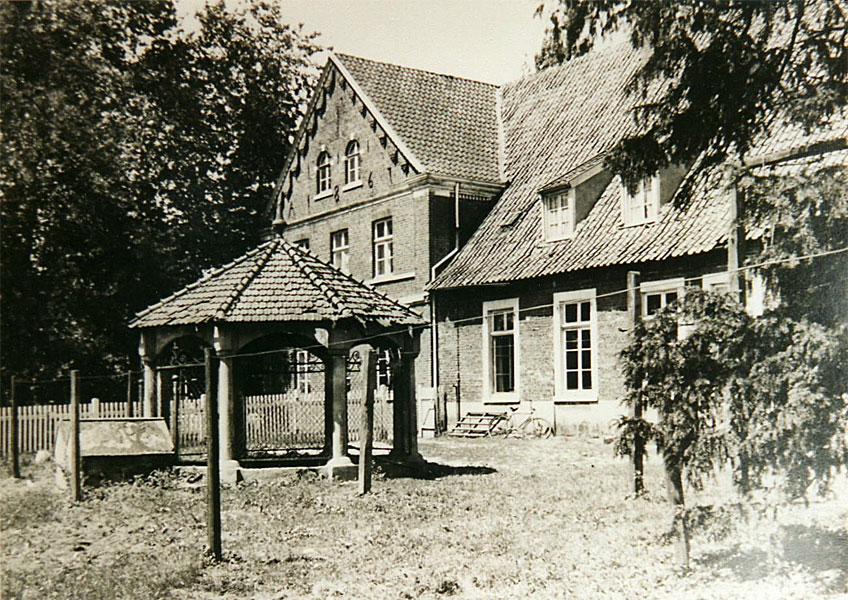
Hofansicht um 1947

Der Hof Schulze Hessing ist ein historischer Gutshof in Oeding im Westmünsterland, der erstmals 1221 urkundlich erwähnt wurde. Er liegt unmittelbar an der heutigen Grenze zwischen Deutschland und den Niederlanden.

## Geschichte
Der Hof Schulze Hessing ist einer der ältesten Höfe in Südlohn und Oeding. Seine erste bekannte urkundliche Erwähnung stammt aus dem Jahr 1221.
Der nach der Burg Oeding einst einflussreichste Schulzenhof in Oeding wurde in Anlehnung an ritterliche Verteidigungsanlagen zum Schutz vor Plünderungen (zum Beispiel in der Zeit des Achtzigjährigen Krieges 1568–1648) mit einer breiten Gräfte umgeben.
Es muss angenommen werden, dass der Hof zu den bevorrechtigten Altsiedelhöfen gehörte.
Für diese Annahme sprechen, neben dem Vorhandensein einer gräftenumwehrten Hofanlage mit einem mehrgeschossigen Speicher, umfangreiche Besitz- und Nutzungsrechte sowie die herausragende Besitzgröße des Hofes, die im ausgehenden 18. Jahrhundert etwa 150 Hektar umfasste.
Auch die Anbindung wichtiger Funktionen an den Hof – neben dem Schultenamt für die fürstbischöfliche Hofkammer in Münster werden im 18. Jahrhundert das Amt des Kirchenmeisters und des Richters erwähnt – zeugen von der Bedeutung des Hofes. Zum Hof gehörten im 18. Jahrhundert zudem mehrere Kötter sowie drei Leibzuchten, was ungewöhnlich ist, da üblicherweise nur eine Leibzucht als Altenteil benutzt wurde.

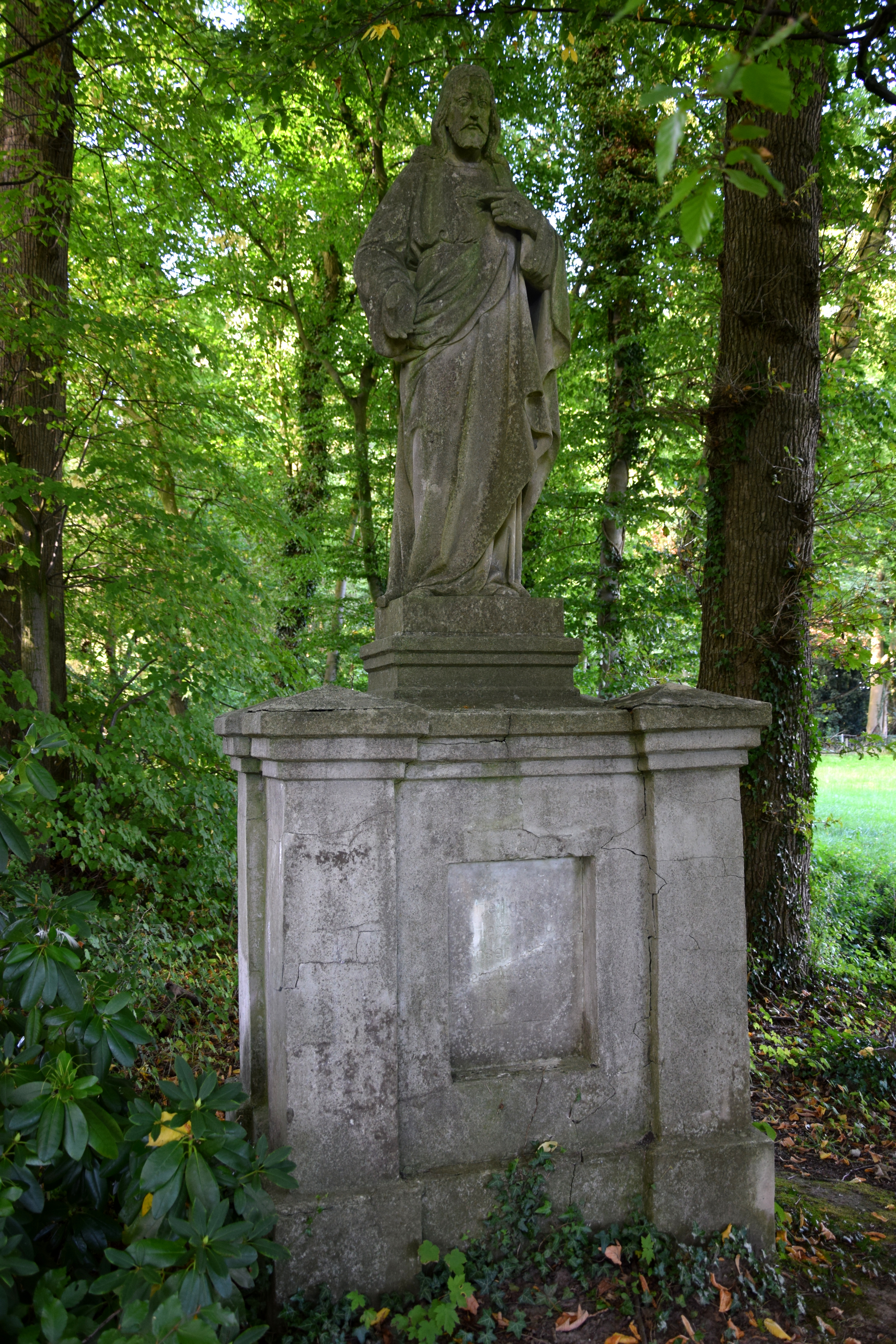
Herz-Jesu-Statue am Gehöft Schulze Hessing

Und auch wirtschaftliche Aktivitäten, die über die reine Agrarwirtschaft hinausgingen, weisen auf die besondere Stellung des Hofes hin. Dazu gehörten – belegbar für das 18. und 19. Jahrhundert – der Holzhandel sowie der Verkauf von Kalk als Baumaterial und Düngemittel durch den Betrieb einer Kalkgrube und eines Kalkofens, den zahlreiche Urkunden des Hofarchivs im 18. und 19. Jahrhundert belegen. Auch auf Grund dieser außerlandwirtschaftlichen Aktivitäten konnte der Hof Schulze Hessing einen solchen Wohlstand erwirtschaften, dass in seiner Blütezeit im 19. Jahrhundert immer mehr Grundstücke hinzugekauft werden konnten.
Die Bauerschaft Hessinghook, Ortsteil von Oerding, ist nach dem Gutshof benannt worden („Hook“ ist die alte Bezeichnung für eine Siedlung, Bauer- oder Nachbarschaft).

## Baudenkmal

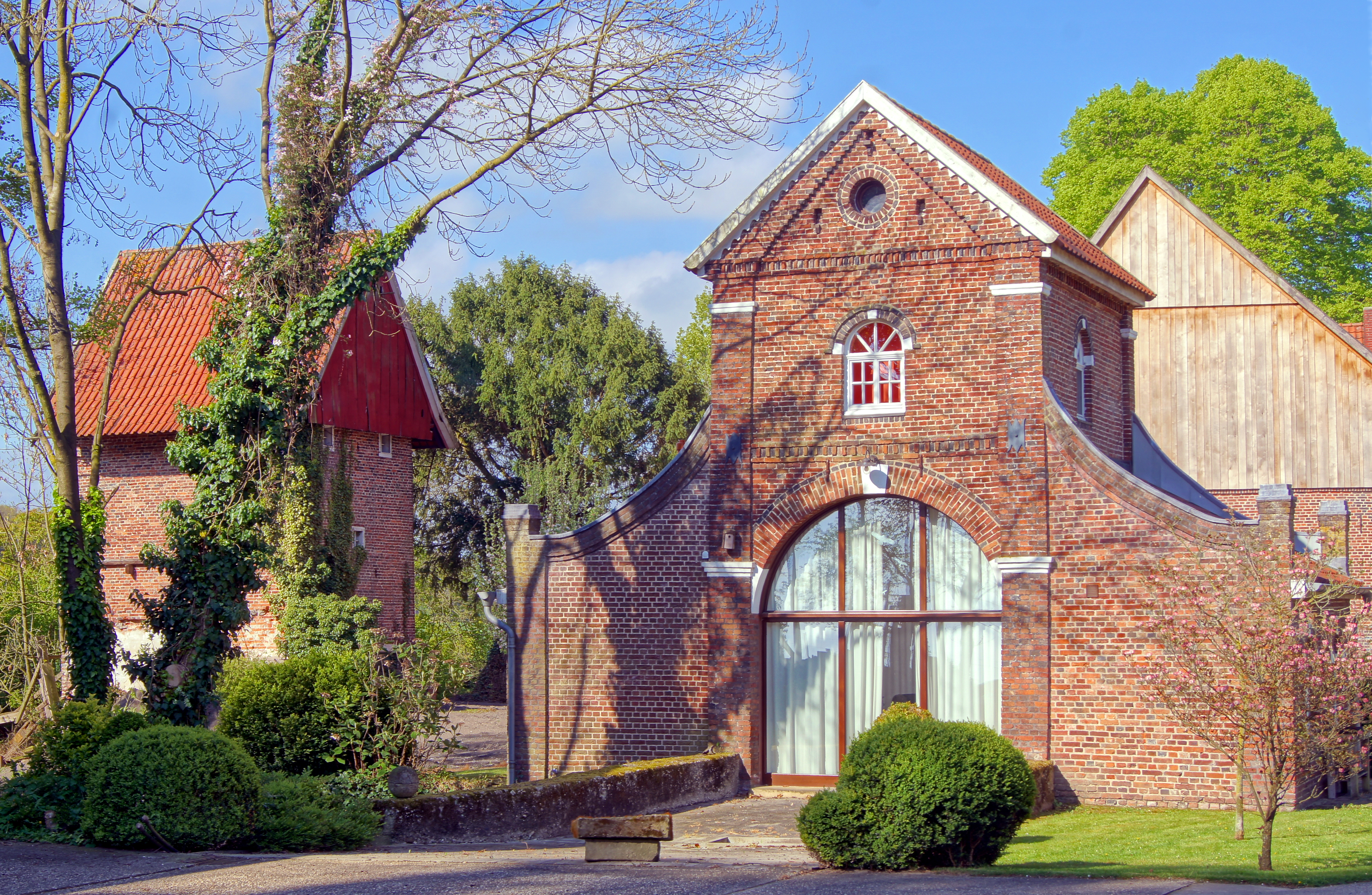
Torhaus & Speicher

Die gesamte Hofanlage einschließlich des Wohnhauses aus der ersten Hälfte des 19. Jahrhunderts ist als Denkmal ausgewiesen. Dazu gehört ein unmittelbar an der Gräfte gelegener und mit Schießscharten versehener Flucht- und Wehrspeicher, dessen Sockelgeschoss aus dem Spätmittelalter stammt, sowie ein Torhaus aus Backstein aus der zweiten Hälfte des 19. Jahrhunderts.
Der steinerne Speicher an der Südseite der Hofinsel ist das älteste Gebäude auf dem Gräftenhof und noch nahezu im Originalzustand erhalten. Er gilt als eines der ältesten und bedeutendsten Beispiele eines Bauwerks dieses Typs im Westmünsterland.

## Bekannte Mitglieder der Familie Schulze Hessing
- Mechtild Schulze Hessing (* 1960), Bürgermeisterin von Borken; Witwe des Landwirtes Ralf Schulze Hessing